# Художественный музей Мида
Художественный музей Мида (англ. Mead Art Museum) — художественный музей, расположенный в городе Амхерст (штат Массачусетс, США). Является структурным подразделением Амхерстского колледжа.
Музей имеет коллекцию из примерно 19000 экспонатов, состоящих преимущественно из американского искусства, в том числе известных работ представителей Школы реки Гудзон, а также европейского, японского и древнего искусства. Здесь имеется значительная коллекция русского модернизма, дополняя Амхерстский центр русской культуры (англ. Amherst Center for Russian Culture).
Музей назван в честь Уильяма Рутерфорда Мида, сооснователь известного архитектурного бюро «McKim, Mead & White», окончившего Амхерстский колледж в 1867 году. После смерти Уильяма Мида и его жены, имущество супругов, не имеющих детей, перешло попечителям Амхерстского колледжа. На эти средства в 1949 году был построен Mead Art Building, разработанный «McKim, Mead & White», где в настоящее время находится музей.
В число благотворителей музея входил Херберт Пратт (англ. Herbert L. Pratt, 1871—1945), американский бизнесмен и коллекционер искусства. Когда в 1913 году на продажу был выставлен дом Rotherwas Court в английском городе Херефордшир, Пратт приобрёл его и комнату Rotherwas Room передал в дар музею.